# Ceratodolius carinidens
Ceratodolius carinidens là một loài tò vò trong họ Ichneumonidae.